# Hermanos de luz

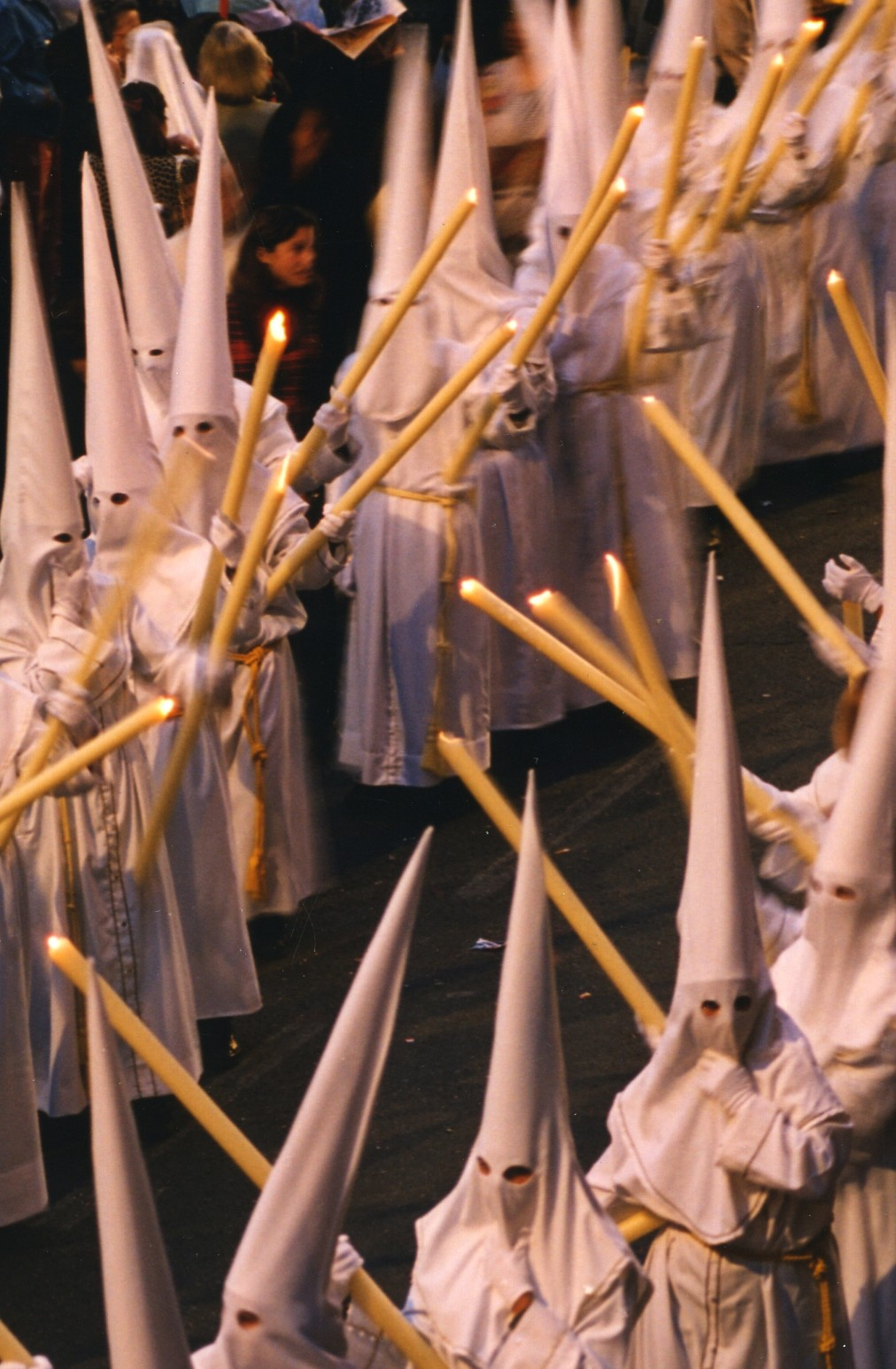
Hermanos de luz en Málaga.

Los hermanos de luz son los cofrades que procesionan en la Semana Santa española (nazarenos) portando velas largas y anchas para iluminar el trayecto. Estas grandes velas suelen llamarse cirios, aunque se conocen en Cartagena como hachotes, en Crevillente como portacirios y en Zamora como hachas. En Málaga se llaman cofrades de vela y en Salamanca hermanos de fila.

## Historia
Muchas hermandades procesionaban con hermanos de luz y con hermanos de sangre. Los hermanos que se azotaban como penitencia eran conocidos como hermanos de sangre o flagelantes. Al terminar la procesión los hermanos de luz curaban a los de sangre en un lavatorio.
No obstante, la flagelación y las cofradías de disciplinantes fueron prohibidas por Carlos III en 1777.
En la actualidad, en muchas ciudades el término no se usa porque la mayoría de los nazarenos portan cirios y no se hace necesario diferenciar a los hermanos de luz de otros.